# ابن تومرت
ابوعبداﷲ محمد بن عبداﷲ بن تومرت معروف به ابن تومرت (به انگلیسی: Amghar ibn Tumert) (متولد ۴۷۱ یا ۴۷۴ هجری / متوفی ۵۲۴ هجری)، فقیه اهل سنت و متکلم اشعری، مدعی مهدویت و امامت در مغرب اقصی و بنیان‌گذار سلسله موحدون در شمال آفریقا و اندلس که از نژاد بربر و قبیله مصامده بود. قیام او در اولین سال‌های قرن ۶ هجری رخ داد و منجر به تشکیل دولت موحدون گردید.
ابن تومرت برای تحصیل به شرق اسلامی رفت و در نظامیه بر اساس مکتب فکری محمد غزالی تحصیل کرد. وی در بازگشت، تبدیل به فرد مذهبی پرشوری شده‌بود، که مرتب امر به معروف و نهی از منکر می‌کرد. در سال ۵۰۵ هجری به مهدیه، شهری که عبیدالله مهدی بنا نهاد رفت و سپس از آن‌جا به ملاله رفت. در این شهر عبدالمومن بن علی، که یکی از یاران اصلی او و بعداً جانشین وی گردید، را ملاقات نمود و با خواندن برخی از روایات و تطبیق آن‌ها بر خویشتن، وی را متقاعد کرد تا یاریش کند. زان پس در متون متعلق به آنان از ابن تومرت به الامام المعصوم المهدی المعلوم یاد می‌شود.
وی به میان مردم تینمل رفت و مردم با وی بر اساس توحید و مبارزه با معاصی که طبق نظر وی در حکومت مرابطون گسترش و علنی شده بود، بیعت نمودند. ابن تومرت با درایت و نیز سرکوب مخالفانش در آن شهر، آن ناحیه را که کوهستانی بود به پایگاه حکومتی خود تبدیل کرد تا مبارزه خود را علیه دولت مرابطون آغاز کند. منازعات وی با سلطان مرابطون، علی بن یوسف، ادامه یافت تا اینکه در سال ۵۲۴ هجری درگذشت و مهدویت را به جانشینش عبدالمومن بن علی واگذار کرد؛ همین شخص بود که در سال ۵۴۲ مراکش را تصرف نمود و دولت موحدون را بنیان گذاشت.

## ولادت و تبار و نسب او

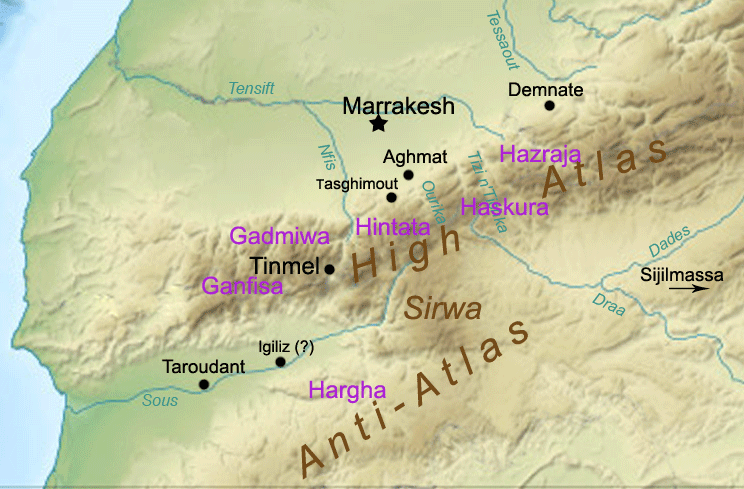
موقعیت قبیله مصامده در مغرب الاقصی

در باب تاریخ تولد ابن تومرت اختلاف است. ابن اثیر فوت او را ۵۲۴ قمری و در ۵۱ یا ۵۵ سالگی دانسته‌است. با این حساب تولد او باید در ۴۷۳ یا ۴۶۹ قمری رخ داده باشد؛ ولی ابن خلکان و ابن تغری بردی، تاریخ تولد ابن تومرت را ۱۰ محرم ۴۸۵ قمری می‌دانند.
او در روستایی از بلاد سوس، واقع در مغرب اقصی، در خانواده‌ای فقیر، ولی پرهیزگار دیده به جهان گشود. قبیله او، هرغه، یکی از شاخه‌های فرعی (بطون) مصماده از قومی معروف به ایسرغینن بود، که به زبان محلی نامشان شرفاء بود.
گروه قبایل مصامده از نسل برنس بن بربر و یکی از بزرگ‌ترین و شناخته‌شده‌ترین قبایل مغرب بودند. پدرش از اهالی سوس و مادرش از خاندانی معروف به بنی‌یوسف بود.
در باب نسب ابن تومرت، ۲ نسب نامهٔ علوی و بربری وجود دارد:
- نسب بربری: نسب بربری ابن تومرت را از منابع مختلف به دو گونه گزارش می‌کند، ابتدا، محمد بن عبدالله بن وجلید بن یامصال بن حمزة بن عیسی و دیگری، محمد بن تومرت بن تیطاوین بن سافلا بن مسیغون بن ایکلدیس بن خالد.[۸]
- نسب عربی: ابن خلدون در باب نسب عربی/علوی وی ذکر می‌کند که: محمد بن عبدالله بن عبدالرحمان بن هود بن خالد بن تمام ابن عدنان بن سفیان بن صفوان بن جابر بن عطاء بن ریاح بن محمد از اولاد سلیمان بن عبدالله ابن حسن مثنی بن حسن بن علی بن ابی‌طالب.[۹][۱۰][۱۱]

با این حال بعضی از مورخان در صحت انتساب ابن تومرت به خاندان نبوت تردید کرده‌اند و آن را ادعایی بیش ندانسته‌اند و او را صرفاً مردی از قبیله هرغه دانسته‌اند؛ و مورخین دیگری، به خصوص مورخین متاخر، نسبت عربی/علوی ابن تومرت را که پاره‌ای از مورخان هواخواه موحدون و دبیران دولت آنان تأیید کرده‌اند، انتسابی اشتباه می‌دانند و معتقدند که ابن تومرت برای توجیه ادعای مهدویت و پیشبرد ریاست دینی-سیاسی خود، چنین نسبتی را به خود جعل کرده یا دیگران به او بسته‌اند.
وی می‌افزاید که بسیاری از قبایل بربر در راه رسیدن به قدرت و سلطنت، انتساب عربی یا نبوی را انتحال می‌کردند، چنان‌که بنی حمود نسب خود را به اهل بیت می‌رساندند و قبیله صنهاجه که در دولت مرابطون صاحب مقامات بودند، خویشتن را در اصل از عرب یمانی می‌دانستند.
اما نویسندگانی همچون ابن‌اثیر و ابن خلدون نقل می‌کنند که وقتی مغرب به دست مسلمانان گشوده شد، هرغه، قبیله ابن تومرت، همراه موسی بن نصیر به این سرزمین آمدند. وقتی موسی بن نصیر در عهد عبدالملک بن مروان ۸۶ قمری/۷۰۵ میلادی به حکومت آفریقیه منصوب شد و در شمال آفریقا تا مغرب اقصی و اندلس به فتوحات چشمگیری نایل آمد و قبایل بربر را مطیع مسلمانان ساخت، گروهی از اعراب را بر آن‌ها انتخاب کرد تا قرآن و فقه را به آنان بیاموزند. از این رو امکان آمیختگی و ازدواج اعراب فاتح با بربرهای نو مسلمان بسیار زیاد بوده‌است پس انتساب ابن تومرت به اعراب غیرعادی نیست.

## مسافرت‌های ابن تومرت
در باب زندگانی وی، و رشد و نمو او اطلاعاتی موجود نیست، مگر اینکه وی علاقه‌مند علوم دینی و تلاوت قرآن بود. ابن تومرت در سال ۵۰۰ قمری/۱۱۰۷ میلادی با وجود فقر خانوادگی، سوس را ترک کرد و نخستین هدف وی؛ اندلس بود.
وی دریا را به قصد اندلس پیمود و به قرطبه رسید. این شهر در آن زمان یکی از مراکز علمی مهم به‌شمار می‌رفت. او مدتی در نزد قاضی ابن حمدین درس خواند و از اندیشه‌های ابن حزم اندلسی متأثر گردید. سپس در المریه، جنوب شرقی اسپانیا، به کشتی نشست و به جانب شرق رهسپار شد.
بر سر راهش به شهر هدیه تونس وارد شد و از ابوعبدالله محمد بن علی مازری، فقیه و محدث مشهور مالکی علوم دینی را فراگرفت. سپس به اسکندریه رفت و در خدمت فقیه ابوبکر محمد بن ولید طرطوشی معروف به ابن رندقه، فقیه پرهیزگار مالکی به علم‌آموزی پرداخت و از اسکندریه به قصد حج به مکه رفت و مدتی کوتاه در این شهر اقامت کرد و از علم شریعت، حدیث نبوی و اصول فقه توشه سرشاری برگرفت؛ ولی چون در این شهر به امر به معروف و نهی از منکر پرداخت، مردم پس از آزار و اذیت وی، او را از شهر بیرون انداختند. او به بغداد نیز رفت و آن‌جا به دیدار جمعی از علما از جمله کیا ابوالحسن هراسی، فقیه مشهور شافعی و یکی از مدرسان نظامیه بغداد و ابوبکر محمد بن احمد الشاشی، فقیه شافعی و مبارک بن عبدالجبار رفت. با این حال مورخان گزارشی از دیدار ابن تومرت با محمد غزالی نقل کرده‌اند که اغلب دربارهٔ این ملاقات تردیدهایی وجود دارد.

### بازگشت به مغرب
ابن تومرت پس از گذراندن ۱۱ سال در سرزمین‌های شرق اسلامی، در سال ۵۱۰ قمری / ۱۱۱۶ میلادی به سمت مغرب و وطن خود حرکت کرد. در راه حرکتش باز به مصر رفت و این زمانی بود که آمر بن مستعلی، خلیفه فاطمی بر این کشور حکومت می‌کرد.
در آن عهد اسکندریه از لحاظ حیات علمی موقعیت بارزی داشت و گروه بسیاری از علمای عصر فاطمی مانند محمد بن میسر فقیه اسکندریه، عبدالرحمان بن عوف بن عمرو، ابی بکر طرطوشی و حافظ المقدس در آن‌جا ساکن بودند و تأثیر شگرفی در رونق علمی اسکندریه ایفا می‌کردند. ابن تومرت در اسکندریه وقتی که رفاه طلبی و تن‌آسانی بیش از حد مردم را مشاهده کرد، به امر به معروف و نهی از منکر، اعتراض کرد، اما باز او را از شهر بیرون کردند.
پس با کشتی عازم مغرب شد و در کشتی به عادت معمول خود، امر به معروف و نهی از منکر را آغاز کرد و طبق گفته عنان در کتاب تاریخ دولت اسلامی در اندلس مسافران را به نماز و تلاوت قرآن ملزم ساخت و آنان که از سخنان او به تنگ آمده بودند، او را به دریا انداختند؛ اما او بیش از نصف روز به روی آب شناور بود، ولی آسیبی به وی نرسید. در آخر اهل کشتی او را از آب بیرون کشیدند.
نخستین شهری که پس از ورود به بلاد مغرب نزدیک، به آن‌جا رسید، طرابلس بود. او در این شهر علما را منحرف از مذهب راستین خود یافت، پس آن‌ها را مورد انتقاد خود قرار داد و اعتراضات فراوانی به آن‌ها کرد، در نتیجه او را از شهر راندند و ابن تومرت در ادامه به مهدیه رسید و چون والی شهر داستان اعتراضات وی را شنید، درصدد دستگیر کردن وی برآمد؛ اما ابن تومرت از شهر گریخت و به بجایه، شهری در مغرب میانه، رفت. در باب رفتن ابن تومرت به مهدیه نیز اختلاف نظرهای زیادی بین مورخین وجود دارد. پیش از رسیدن وی به بجایه، گذار او به شهرهای تونس و قسنطینه افتاد. در آن زمان امرای بنی‌خراسان بر تونس حکومت داشتند. به محض اینکه ابن تومرت وارد تونس شد، علم‌دوستان به او روی آوردند و او مدتی را به ارشاد خلق و تعلیم کتاب و سنت به فقها صرف کرد.
والی بجایه، عزیز بن منصور بن ناصر بن علناس بن حماد، مردی عیاش و تندخو بود؛ بنابراین ابن تومرت سخت معترض شد و به سبب آن شورشی به راه افتاد. امیر و بزرگان که از ابن تومرت خشمگین بودند، در مورد آرام کردن او به مشورت نشستند و سرانجام امیر فرمان داد تا گروهی از بزرگان علم برای مناظره با وی آماده شوند. آنان در سرای یکی از این طالبان علم گرد آمدند. ابن تومرت نخست از شرکت در مجلس مناظره طفره می‌رفت، اما به اصرار عمر بن فلفول کاتب به مباحثه با آنان پرداخت. هر چه از او سؤال کردند، پاسخ گفت، اما آن‌ها نتوانستند به هیچ‌یک از پرسش‌های او جواب گویند.
ابن فلفول از او استدعا کرد که از امر به معروف و نهی از منکر دست بدارد، اما وی نپذیرفت و به ملاله، در کنار ساحل دریای‌مغرب، نقل‌مکان کرد. او در ملاله بود که با عبدالمومن بن علی آشنا شد و او را با اندیشه‌های خود آشنا کرد؛ بنابراین عبدالمومن دعوت وی را پذیرفت و همراه او عازم مغرب شد.
ابن تومرت با یاران خود که اکنون بر تعدادشان افزوده شده‌بود، ابتدا به جانب اغمات سپس کساس رفتند و از آن‌جا به ملیانه و از ملیانه به وانشریس یا وانشریش سفر کردند و در اینجا نیز توانست افردی همچون وانشریشی و عبدالواحد شرقی را در زمره پیروان خود درآورد.
وی در ادامه راه خود به همراه نزدیکانش به تلسمان، وجدات، صاء و سرانجام به فاس رفتند. ابن تومرت در این شهر به مسئولیت شرعی خویش ادامه داد. علم و دین را آموزش می‌داد و مردم را از معاصی و مناهی بر حذر می‌کرد. بیشتر آنچه مردم را بدان دعوت می‌کرد، از مبانی اعتقادی اشعریه سرچشمه می‌گرفت. در آن زمان اهل مغرب از شیوه‌های نظری اشاعره دوری می‌جستند یا هر کس که به راهی جز راه آنان می‌رفت، دشمنی می‌ورزیدند.
والی فاس مجمعی از فقها فراهم آورد تا با ابن تومرت به مباحثه بنشینند. ابن تومرت که میدان را خالی و فقیهان را از علوم کلامی بی‌بهره دید، موفق شد خودی نشان دهد و در بحث برهمه آنان پیروز شود. فقیهان که جایگاه خود را در خطر می‌دیدند، به والی توصیه کردند که چون حضور ابن تومرت در شهر موجب فساد فکر مردم می‌شود، او را از آن شهر بیرون کند و والی نیز توصیه آنان را پذیرفت. ابن تومرت از فاس به مغیله و از آن‌جا به مکناس یا مکناسه روان شد و پس از عبور از شهرهایی چند، در ۵۱۵ قمری / ۱۱۲۱ میلادی با یاران خود به مراکش رسید.

## بازگشت به مراکش
شهر مراکش در آن زمان مرکز امارت علی بن یوسف بن تاشفین بود. ابن تومرت بعد از ورود به شهر، روز جمعه به مسجد جامع شهر رفت. علی بن یوسف را در آن‌جا دید که نشسته و وزرا در حضورش ایستاده‌اند. وی رو در روی امیر ایستاد و گفت: «خلافت از آنِ خداست و نه از آن تو؛ جایی که نشسته‌ای مقام عدل است؛ آن را به اهلش واگذار و برو».
آنگاه بیرون رفت و چون مسجد از جمعیت خالی شد، دوباره بازگشت و با فقیهان به مباحثه نشست و آنان را به نیروی منطق و قدرت بیان مجاب کرد. سپس به مسجد عرفه نقل مکان کرد و چند روزی در آن‌جا ماند. او در مراکش بیش از جاهای دیگری که بر سر راه خود از آن گذشته بود، گناه و معصیت دید؛ لذا بر امر به معروف و نهی از منکر افزود و هر روز تعداد پیروانش بیشتر می‌شد و مردم به او حسن نیت بیشتری پیدا می‌کردند.
روزی خواهر امیر و جلودار او را همراه با دخترانی زیبا دید که با عشوه حرکت می‌کرد. ابن تومرت که زنان را در چنین وضعیتی دید، فرمان داد که صورت‌های خود را بپوشانند. آنگاه خود و اصحاب، به عقب راندن سواران پرداختند. در این اثنا خواهر امیر از اسب خود افتاد و در نتیجه شورش بزرگی درگرفت. وقتی گزارش این اتفاق را به علی بن یوسف رساندند، او یکی از معتمدین خود به نام مالک بن وهیب را مأمور مناظره با ابن تومرت کرد. پس مناظره بین فقیهان دربار با ابن تومرت آغاز شد و او توانست آن‌ها را مغلوب سازد و بعد از آن رو به امیر مرابطی کرد و شخص علی بن یوسف را مورد انتقاد قرار داد و در ادامه اعتراضاتش به امیر، که در بدو ورود ابن تومرت او را تحقیر کرده بود، گفت: برتوست که سنت را احیا و بدعت‌های شایع در قلمروت را نابود کنی.
علی بن یوسف پس از انتقادات ابن تومرت سر به زیر انداخت و در سکوت فرورفت. در این هنگام مالک بن وهیب که جسارتی زیاد داشت و مردی بهره‌مند از فلسفه، هیئت و علوم دیگر بود، گفت: قصد این مرد سوسی امر به معروف و نهی از منکر نیست، بلکه خیال شورش را ضد ما در سر می‌پرورد، مصلحت آن است که تا رشته در دست امیر است، به کشتن یا زندانی کردن او فرمان دهد و الا جبران پی‌آمدهای فتنه او ممکن نخواهد شد.
امیر که قتل ابن تومرت را صلاح حکومت خود نمی‌دید، فرمان داد او را زندانی کنند؛ اما یکی از بزرگان مرابطی، به نام یینتان بن عمر، امیر را از به بند کشیدن «خداشناس‌ترین مرد روی زمین»، منع کرد.
این‌چنین علی بن یوسف فرمان اخراج ابن تومرت از مراکش را صادر کرد و ابن تومرت آن‌جا را ترک کرد و در گورستانی در بیرون شهر خیمه زد.

### مخالفت با دولت مرابطون
ابن تومرت به موازات امر و نهی‌های معمول خود و تعلیم دین، مردم را به جهاد علیه مرابطون، که به اعتقاد او کافر بودند، تحریک می‌کرد.
امیر گروهی را به دستگیری وی مأمور کرد. بعضی از شاگردان ابن تومرت او را از قصد نزدیکان امیر آگاه کردند و او در ۵۱۴ قمری/۱۱۲۰ میلادی شتابان و مخفیانه آن‌جا را ترک کرد و راه تینمل را در پیش گرفت.
ابن تومرت در راه رفتن به تینمل، ابتدا وارد شهر اغمات شد. در این‌جا بود که با مخالفت و حسد یکی از علمای شهر، به نام عبدالحق با ابراهیم، روبه‌رو شد. وی برای اقناع عبدالحق، توانست در مباحثه‌ای او را مغلوب علم خود کند. عبدالحق پس از شکست خوردن از ابن تومرت، به وی توصیه کرد که اغمات جای امنی برای آنان نیست و مصلحت در آن است که به نقطه‌ای نزدیک اغمات به نام تینمل، که محلی کوهستانی و صعب العبور است، برود.
همین‌که ابن تومرت کلمه تینمل را از عبدالحق شنید، به یادش آمد که این نام برای او آشنا است و قبلاً آن را در یک کتاب جفر دیده‌است؛ بنابراین، به قصد این محل، راه جبال سوس را که در واقع خانه و قبیله او، هرغه، در آن‌جا بود، در پیش گرفت.
وی در ادامه راه خود، ابتدا به مسفیوه سپس به هنتاته رسید و با توجه به شهرتش، قبایل کوه‌نشین، گروه گروه به خدمتش رسیدند و مطیع اوامر وی شدند.
ابن تومرت که توان و قدرت نظامی آن‌ها را می‌دید، طرح شورش ضد مرابطون را با آن‌ها در میان گذاشت. کسانی که بی‌درنگ به او ملحق می‌شدند، جز نزدیکانش به‌شمارشان می‌آورد. بدین ترتیب، روز به روز بر شمار حامیان وی افزوده می‌شد. او مخصوصاً از حمایت‌های اسماعیل ایکیک رئیس قبیله هزرجه برخوردار گردید. قبیله هنتاته که یکی از نیرومندترین قبایل بود، به وی گروید و رسولانی از جانب تینمل از سر اطاعت پیش او آمدند و به آن‌جا دعوتش کردند.
وقتی به تینمل رسید، چون شهرها را میان دو کوه دید، به طوری که در نقطه‌ای مرتفع واقع شده و دستیابی بدان بسیار دشوار بود؛ لذا، آن را مقری استوار و مطمئن برای خود و یارانش یافت. وی توانست به کمک پیروان و مریدان خود، امیر مرابطی تینمل را شکست دهد و خود کنترل شهر را به دست بگیرد. نخست چند سالی را در کوه‌های درن، در نزدیکی تینمل، سپری کرد و سرانجام در این شهر مستقر گردید و نقشه‌های خود برای براندازی مرابطون را جدی‌تر و شتابزده‌تر پی‌گرفت. اگرچه تا این زمان گروه‌های زیادی را با خود همراه کرده بود، ولی این تعداد برای اجرای نقشه او، با توجه به محدودیت زمانی و احتمال مرگ ناگهانی، کافی نبود. این چنین بود که به فکر بعضی اعمال خشن و مکرآمیز افتاد. چون می‌ترسید که مبادا اهل تینمل او را به امیر مرابطون تسلیم کنند، بنابراین تصمیم گرفت که آنان را مشغول شورش علیه امیر وقت کند، تا خود را از گزند احتمالی حفظ کند.
در زمان استقرار خود در تینمل، میان اقوام کوه‌نشین به قومی برخورد که بچه‌هایشان پوستی سرخ و چشمانی آبی داشتند، در حالی که پدرانشان تیره و سیاه چشم بودند. علت را که از مردمان شهر پرسید. ابتدا با پاسخی روبه‌رو نشد، اما چون اصرار ورزید، گفتند که:
ما رعایای سلطان این سرزمینیم. همه ساله مملوکان او برای گرفتن خراج از کوه بالا می‌آیند، ما را از خانه‌هایمان بیرون می‌کنند و با زنان ما خلوت می‌کنند. این است که فرزندان ما بر این صفت به دنیا می‌آیند و ما را یارای رفع این فضیحت نیست.
ابن تومرت که دنبال چنین فرصتی بود، گفت: به خدا سوگند، که مرگ از چنین حیاتی بهتر است. چگونه به چنین بدنامی رضا داده‌اید، حال آنکه در شمشیر زنی و جنگاوری از همه برترید!
وقتی از وی طلب کمک کردند، ابتدا از آنان پیمان یاری گرفت تا آنان را از این رسوایی رهایی بخشد؛ سپس توطئه‌ای را به آنان پیشنهاد کرد، که با اجرای آن کوهستان‌نشین‌ها توانستند عاملین سلطان را به قتل برسانند. تنها یکی از آنان که جان سالم به در برد، خبر این اتفاق را به گوش سلطان مراکش رساند.
سلطان مرابطون که از نکشتن ابن تومرت پشیمان بود، لشکری را به سمت پناهگاه ابن تومرت روانه کرد. ابن تومرت نیز در واکنش به لشکرکشی مرابطون، به قبایل اهل کوهستان دستور داد تا راه‌های دستیابی به تینمل و پناهگاه‌های آن را مسدود کنند. بعضی از قبایل مجاور نیز به یاری ابن تومرت آمدند. وقتی لشکر علی بن یوسف بن تاشقین نزدیک شد، کوه‌نشینان از اطراف بر آن‌ها سنگ ریختند. سنگ باران از نیم‌روز تا شب هنگام ادامه یافت و وقتی شب فرا رسید، سپاه سلطان عقب نشستند تا خسارت کمتری بر آن‌ها وارد شود.
پس از آن در اقدامی افراد و مردمان مشکوک به خیانت را که نزدیک به ۱۵ هزار نفر بودند، طبق گفته عنان نویسنده کتاب تاریخ دولت اسلامی در اندلس، طی نماز عشاء به قتل رساند (طرح تمییز). وی سپس خانه‌ها و زمین‌های مردم را میان پیروان خود تقسیم کرد و مسجدی بنا کرد و دیواری به گرد شهر کشید و قلعه‌ای بر بلندی‌های کوه بنا کرد.
در واقع، شهر را از افراد نامطمئن تهی کرد و به نزدیکان اختصاص داد. از قراین برمی‌آید که این واقعه مربوط به بعد از زمانی است که ابن تومرت خود را امام معصوم اعلان کرد، زیرا وقتی یکی از یاران نزدیکش از او پرسید که چرا خلقی را که به ما اکرام کرده و پناه داده‌اند، می‌کشیم؟ رو به اصحاب کرد و گفت: این سؤال به معنای تردید در عصمت امام است، او را بکشید و یاران بی‌درنگ چنین کردند.

### طرح تمییز
یکی از شیوه‌های زیرکانه که ابن تومرت برای تصفیه پیروان خود از مخالفان و دشمنان اعمال کرد، طرحی است که به مَیز یا تمییز معروف شده‌است.
گرچه دربارهٔ دلیل و بهانه ظاهری ابن‌تومرت در اجرای این تصفیه و تاریخ دقیق آن در روایات مورخان اختلاف‌هایی دیده می‌شود، ولی شکی نیست که انگیزه اصلیش از بین بردن آنانی بود که نسبت به برنامه‌های او تعلل و تأملی از خود نشان می‌دادند و حاضر نبودند بدون دلیل به خواسته‌ها و نظرات وی تن دهند.
بسیاری از روایات برنامه تمییز را مربوط به نتیجه یکی از درگیری‌های موحدون با مرابطون می‌دانند.
در ۵۱۷ قمری ابن تومرت لشکری به فرماندهی عبدالمؤمن به جنگ مرابطون اعزام کرد. در این رویارویی موحدون شکست خوردند و در تینمل به محاصره دشمن درآمدند و چون محاصره طول کشید و فشار سختی و گرسنگی، مردم شهر را به ستوه آورده بود، ظاهراً عده‌ای از بزرگان شهر بر آن شدند که با امیر مرابطون مصالحه و صلح کنند و شهر را به وی واگذار کنند.
با رسیدن این خبر به ابن‌تومرت، وی نسبت به وفاداری و اطاعت محض گروه‌هایی از قبایل مختلف که به وی پیوسته بودند، ظنین شد و به فکر از میان بردن آنان افتاد. بعضی از مورخان نوشته‌اند که وقتی ابن‌تومرت شکست نیروهای خود را از برابر مرابطون دید، به گروهی از آنان بدگمان شد و تصمیم گرفت آن‌هایی را که در محل تردیدند، به قتل برساند. امکان دارد وی شکست پیروان از یک سو و تصمیم به مصالحه با مرابطون را، از سوی دیگر، گناه همین گروه‌های مظنون می‌دانسته‌است.
ابن‌وردی بدون توضیحی می‌گوید:
در میان اطرافیان ابن تومرت قومی بودند که وی از آنان بیمناک بود، لذا تصمیم به نابودی آنان گرفت.
ابن اثیر از جماعتی از فضلای مغرب چنین روایت می‌کند که:
چون ابن تومرت به کثرت اهل شر و فساد در میان مردم کوهستان پی برد، شیوخ قبایل را جمع کرد و به آنان گفت دین شما جز با امر به معروف و نهی از منکر و اخراج مفسدان از میان خود استوار و درست نخواهد بود. مفسدان و اشرار را از اعمال زشتشان نهی کنید. چنانچه پند شما را نپذیرفتند، اسمهای آنان را به اطلاع من برسانید، تا در کارشان فکری بکنم. آنان این کار را کردند و اسامی فاسدان هر قبیله را نوشتند. ابن تومرت دوبار دیگر خواست تا صورت‌برداری از اسامی زشتکاران تکرار شود. سپس از صورتهای تهیه شده، نامهای تکراری و مشترک در صورتها را استخراج و ثبت کرد. اینان کسانی بودند که باید نابود می‌شدند.
ابوبکر صنهاجی، یکی از مریدان و خدمتگزار ابن تومرت بلافاصله پس از گزارش نهمین جنگ موحدون علیه مرابطون، به موضوع تمییز می‌پردازد و می‌نویسد که:
مهدی به فضل خداوند امر به تمییز داد تا مخالفین، منافقین و خبیثان از میان موحدین بیرون رانده شوند و خبیث از طیب متمایز گردد و مردم حق را آشکارا ببینند.
عامل اجرایی نقشه
وی برای انجام تصفیه نیروهای خود، نیاز به شخصی داشت که این کار را انجام دهند و آن شخص کسی نبود جز ابوعبدالله ونشریسی که گویا ابن تومرت وی را از مدت‌ها پیش برای چنین روزی انتخاب کرده بود. طبق منابع، ابن تومرت همیشه به این مرد احترام می‌گذاشت و به اطرافیان خود می‌گفت که در این مرد سری از اسرار خداوند نهفته‌است، که به زودی ظاهر خواهد شد. اکنون زمان آن فرا رسیده بود که این راز از پرده بیرون افتد.
ونشریسی که تاکنون در نظر پیروان از ابن تومرت، فردی بی‌سواد و بی‌بهره از علم و قرآن بود، ظاهراً با قرار قبلی و به اشاره ابن تومرت، به‌طور معجزه‌آسا فضایل خود را ظاهر کرد و به زبان فصیح قرآن خواند.
اجرای نقشه
ابن تومرت این‌طور وانمود کرد که او را نمی‌شناسد و ونشریسی اعلام کرد که او ابوعبدالله ونشریسی است. ابن تومرت خواست تا هدف و قصد خود را از دیدار با وی در مسجد شرح دهد. ونشریسی گفت دیشب در خواب فرشته‌ای را دیدم که از آسمان فرود آمد، قلبم را شست‌وشو داد و آنگاه پروردگار قرآن، موطّأ، و دیگر علوم و احادیث به من آموخت.
ابن تومرت در حضور یاران و مردم گریه و از باب امتحان به او گفت که قرآن بخواند و او هر بخش از کتاب خدا را که به وی نشان دادند با فصاحت تمام تلاوت کرد. به پرسش‌هایی که از موطّأ و کتب فقه و اصول از ونشریسی شد، چنان پاسخ گفت که تعجب همگان را برانگیخت.
سپس گفت:
خداوند نوری به من عطا فرموده که می‌توانم به هدایت آن اهل بهشت را از اهل دوزخ بازشناسم. سپس دستور داد که دوزخیان را بکشند.
ونشریسی برای جلب بیشتر توجه مردم به خود گفت:
خداوند فرشتگانی را در چاهی به فلان نقطه فرود آورده که به صدق گفتار من گواهی می‌دهند.
پس ابن تومرت و مردم، ملتهب و اشک ریزان، به سوی چاه رفتند. ابن تومرت که اوضاع را از هر جهت آماده دید، دستور داد تا کوه‌نشینان همه برای مراسم تمییز در یک نقطه جمع شوند و وقتی مردم جمع شدند، گفت:
خداوند این مرد امی را مبشر شما قرار داده‌است. او مطلع بر اسرار شما و آیتی برای شماست. او که نه قرآن می‌دانست و نه سوارکاری، اکنون قرآن را از حفظ می‌خواند و به خوبی اسب می‌راند. لِیمیزَ اللّهُ الْخَبیثَ مِنَ الطَّیب و آیه مِنْهُمُ الْمؤْمِنونِ و اَکثَرُهُمُ الْفاسِقونَ؛ ونشریسی بر ضمایر شما واقف است.
ابن تومرت از وی خواست اعلان کند که کدام از مردم خوش‌اقبال و کدام بداقبال هستند، و ونشریسی جواب داد که:
تو مهدی قائم بأمراللّه هستی و کسی که تو را فرمان برد، سعید و آن که با تو مخالفت کند، هلاک شدنی است.
سپس ونشریسی از ابن تومرت خواست که یاران خود را جدا کند و پس از جدا کردن آن‌ها، تمامی افراد خائن را از بالای کوه به سمت پایین پرت کرد. طبق برخی منابع همچون ابن اثیر، این طرح ۴۰ روز طول کشید و به موجب آن ۷۰ هزار نفر به قتل رسیدند.

## بیعت گرفتن از اصحاب و دعوی مهدویت
در سال ۵۱۵ قمری، ابن تومرت در تینمل زیر درختی که او و بعضی دیگر از مورخان از آن به نام شجرة الخروب یاد کرده‌اند، از همراهان و نزدیکان خود بیعت گرفت. نخستین بیعت‌کننده عبدالمومن بن علی بود. به دنبال او نه نفر دیگر از یاران نزدیک با وی بیعت کردند. ابن تومرت این ده نفر را که کتب تاریخی در اسامی آنان اندکی اختلاف دارند، عشرة نامید.
به دنبال ده نفر خواص، دیگران، از قبایل مختلف، یکی پس از دیگری با او بیعت کردند.
روز پس از بیعت ابن تومرت با اصحاب عشره در حالی که شمشیرها را به کمر خود بسته بودند، به مسجد رفتند. او در آن‌جا بر منبر نشست و پس از حمد خدا و درود به محمد که بشارت دهنده ظهور امام مهدی است، به ذکر صفات و علامات مهدی موعود پرداخت و گفت وقتی زمین را جور و فساد فرا می‌گیرد، او ظهور و جهان را از قسط و عدل پر خواهد کرد و پروردگار او را برای نسخ باطل و رفع جور برخواهد انگیخت. مکان او مغرب اقصی و زمان او آخرالزمان خواهد بود.
پس از آن‌که به ذکر علائم ظهور مهدی پرداخت، اعلان کرد که: «من محمد بن عبدالله همان مهدی معصوم منتظرم».
آنگاه نسب خود را به محمد و علی بن ابی طالب رساند و دست خود را به سوی جمعیت دراز کرد، تا با او به عنوان مهدی موعود بیعت کنند و گفت: «بر چیزی با شما مبایعت می‌کنم، که اصحاب رسول خدا بر آن با وی بیعت کردند».
پس مردم یک به یک با او بیعت کردند. روایت دیگر در نحوه بیعت مردم این است که وقتی ابن تومرت فضایل و نشانه‌های مهدی منتظر را برشمرد، عشره که عبدالمومن در رأس آنان بود، برابر وی برخاستند و گفتند «این نشانه‌ها که گفتی در کسی جز در تو نمی‌بینیم. تو همان مهدی هستی». سپس با او دست بیعت دادند و بدین ترتیب ابن تومرت شأن و منزلت روحانی و هاله قداستی را که از پی آن بود، در نظر پیروان خود پیدا کرد. بدین ترتیب پایه‌های نهضت موحدون ریخته شد، که بعدها اساس تشکیل دولت موحدون شد.

### عشره
| ردیف | نام                                             | توضیحات |
| ---- | ----------------------------------------------- | --- |
| ۱    | عبدالمومن بن علی                                | اولین شخصی که با ابن تومرت بیعت کرد و پس از مرگ وی، رهبر موحدون شد و اسباب تشکیل حکومت قدرتمند موحدون را فراهم کرد. |
| ۲    | عبدالله بن محسن وانشریشی (معروف به البشیر)      | از خردمندان وهران که ابن تومرت پیوست و دست راست او شد. وی در نبرد بحیره کشته شد.                                    |
| ۳    | عبدالله بن یعلی زنانی (معروف به الملویه)        | از نزدیکان ابن تومرت که جانشین عبدالمومن بود اما توسط مرابطون اعدام و کشته شد.                                      |
| ۴    | عمر بن عبدالله صنهاجی (معروف به ازناج یا اصناک) | از بربرهای صنهاجه که به ابن تومرت پیوست و سرانجام به مرگ طبیعی درگذشت.                                              |
| ۵    | ابو ربیع بن سلیمان بن مخلوف                     | دبیر و مشاور مستعربی ابن تومرت که در نبرد بحیره کشته شد.                                                            |
| ۶    | ابو ابراهیم اسماعیل هزرجی                       | رهبر قبیله هزرجی که به ابن تومرت در جبال اطلس پیوست.                                                                |
| ۷    | ابو محمد عبدالواحد حضرمی                        | از بربرهای بجایه که احتمالاً در نبرد بحیره کشته شده‌است.                                                              |
| ۸    | ابو حفض عمر بن یحیی هنتاتی                      | رهبر قبیله هنتاته که به ابن تومرت در جبال اطلس پیوست. وی همچنین پدر زن و فرمانده عبدالمومن نیز بود.                 |
| ۹    | ابو یحیی ابوبکر بن ایکیت                        | از فرزندان حکام اندلس که به ابن تومرت پیوست. وی در نبرد بحیره کشته شد.                                              |
| ۱۰   | ابو عمران موسی بن تماری                         | رهبر یکی از قبابل مصامده که در نبرد بحیره کشته شد.                                                                  |

### قبایل حامی ابن تومرت
قبایل هسکوره، دکاله، حاحه، رجراجه، جزوله، لمطه، جنفیسه، هنتانه، هرغه، که ابن تومرت به آن منسوب است، اهل تینمل بودند و سه گروه دیگر از مصامده به نام‌های هزمیر، هیلانه و هرزجه، در اطراف مراکش قرار داشتند، که به مجموعهٔ آن‌ها قبایل گفته می‌شود.
جغرافیای استقرار قبایل مصمود شامل منطقهٔ وسیعی بود که آغاز آن در مشرق، رود اعظم یا ام‌ربیع بود و در غرب به اقیانوس اطلس و جنوب به صحرا ختم می‌شد. نقش قبایل مصامده در دوران اسلامی به آغاز فتوحات آفریقایی مسلمانان در مغرب اقصی و گرایش غواطه به اسلام بازمی‌گردد. در قرن پنجم هجری و در آستانهٔ تشکیل دولت مرابطون، قبایل مصامده همچنان به عنوان یک عنصر مهم مورد توجه بودند. عبداللَه یاسین (درگذشته ۴۵۲ هجری)، رهبر فقهی نهضت مرابطون، به منظور جلب رضایت این قبایل مبالغ هنگفتی از زکات جمع‌آوری شده را برای علمای دینی و قضات مصامده ارسال کرد. یوسف بن تاشفین به فرزند و جانشین خود، علی بن یوسف، وصیت کرد که مبادا به اقدامی دست زند، که به تحریک مصامدهٔ جبل دَرَن علیه او منجر شود. ابن تومرت با آگاهی از ظرفیت‌های بالقوهٔ قبایل مصامده، نهضت خود را با تکیه بر این قبایل آغاز کرد. پیروی بربرهای منطقهٔ سوس اقصی از نهضت ابن تومرت در درجهٔ اول به دلیل نسب قبیله‌ای یا به تعبیری، عصبیت هرغه‌ای و مصمودی او بود. دعوت دینی ابن تومرت در اصل نیرویی بود که بر عصبیت قبیله‌ای مصامده افزود و به اعتلای سیاسی این قبایل بر سایر قبایل منجر گردید؛ در آن زمان، قبایل زناته هم از لحاظ تعداد و هم بدویت به عنوان بستری مهم برای عصبیت قبیله‌ای، بر مصمودی‌ها برتری داشتند. اما به این دلیل که مصامده بر دعوت دینی تکیه زدند، دین در تقویت عصبیت قبیله‌ای آن‌ها کمک فراوانی نمود و موجب برتری آن‌ها بر زناته گردید؛ به گونه‌ای که آن‌ها زناته را مطیع خود کردند.

## تشکیل دولت موحدی و جنگ با مرابطون

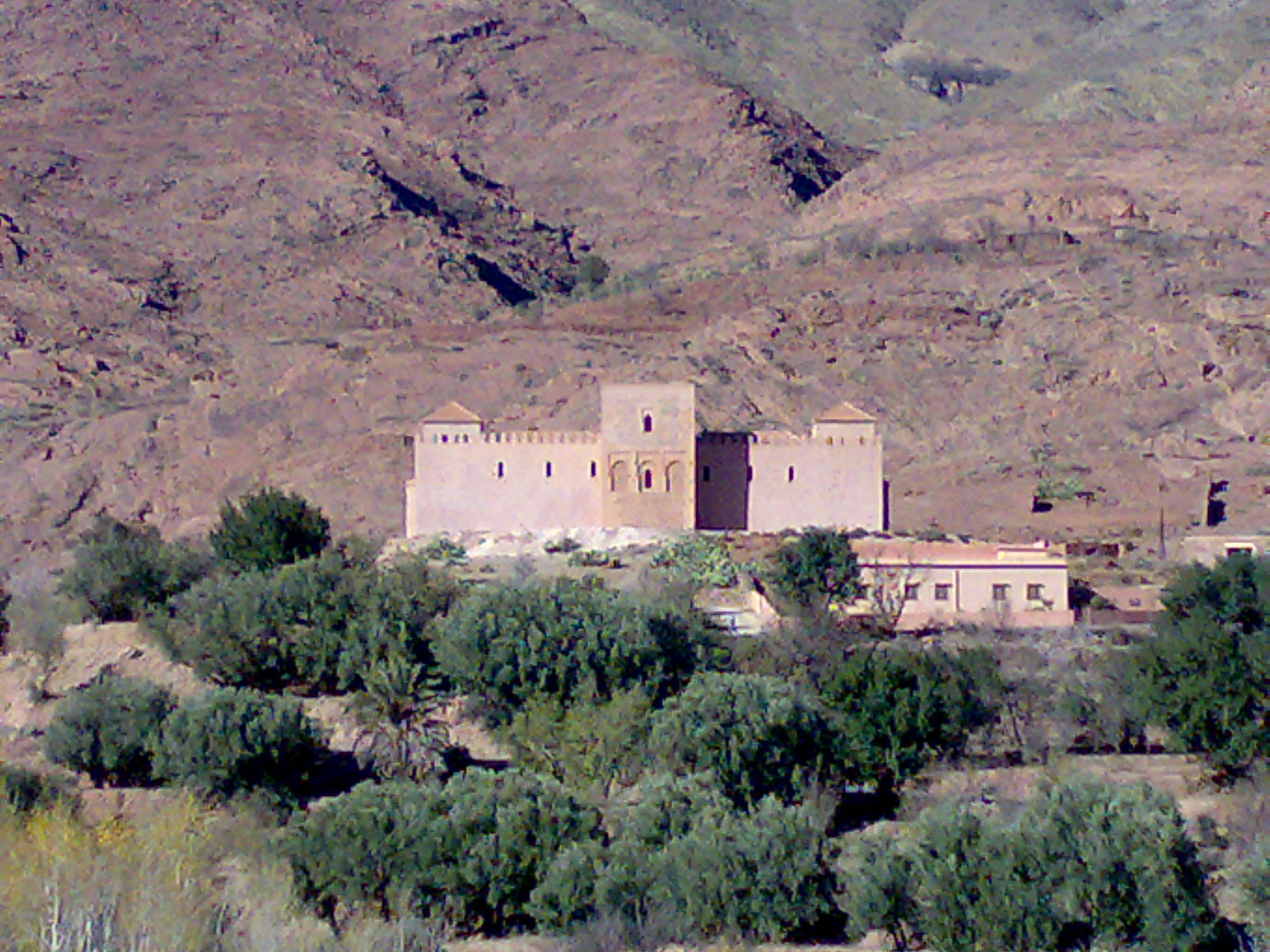
مسجد تینمل که به دست ابن تومرت و نزدیکانش ساخته شد و محل اصلی حکومت وی بود

ابن تومرت پس از این‌که بنیان کار خود را مستحکم و تعداد نیروهای خود را فراوان دید، درصدد نبرد با مرابطون برآمد. پس به ترتیب و جمع‌آوری لشکریان بیشتری پرداخت و برای هر ده نفر یک نقیب معین کرد، تا نظمی در بین لشکریان به وجود بیاید.
علی بن یوسف در سال ۵۱۵ هجری و هم‌زمان با اعلان مهدویت ابن تومرت، درگیر شورشی در اندلس شد. وی مجبور به لشکرکشی به آن‌جا گشت و در نبرد با شورشیان به موفقیت رسید؛ ولی نبرد را ادامه نداد، چون دل‌مشغول تحرکات ابن تومرت در بلاد سوس بود. پس به مراکش آمد تا خود را آماده نبرد با ابن تومرت کند. وی در اولین اقدام، والی بلاد سوس، ابوبکر محمد لمتونی را عازم نبرد با ابن تومرت در کوه‌های مصامده کرد؛ اما با توجه به دشواری راه، لشکریان ابوبکر راه باریک منتهی به قرارگاه ابن تومرت را محاصره کردند. ابن تومرت بعد از آن لشکری به رهبری محمد بشیر را عازم نبرد با ابوبکر محمد کرد. موحدون در شعبان ۵۱۶ از کوه پایین آمدند و توانستند اولین شکست را بر مرابطون تحمیل کنند و آن‌ها را تا نزدیک شهر مراکش عقب راندند. این پیروزی سبب شد تا کار ابن تومرت بالا بگیرد و نام او بر سر زبان‌ها بیفتد و بر تعداد پیروان وی افزوده شود.
علی بن یوسف بار دیگر لشکری مهیا ساخت با این تفاوت که از لشکر قبلی مجهزتر و عظیم‌تر بود و رهبری آن را به ابوابراهیم اسحاق سپرد. موحدون نیز به افراد خود افزودند و با سلاح و اسب‌هایی که در نبرد قبلی به غنیمت گرفته بودند، خود را مجهز کردند. چون دو سپاه به مصاف هم رسیدند، ناگاه وحشت سپاه مرابطون را فراگرفت و آن‌ها بدون هیچ دستاوردی مجبور به عقب‌نشینی شدند، با این حال تعداد زیادی از آن‌ها کشته شدند و موحدون بر لشکرگاه آن‌ها مسلط شدند. علی لشکری دیگر به فرماندهی سیر بن مزدلی لمتونی را بسیج کرد. این لشکر نیز مانند دو لشکر قبلی نتیجه‌ای برای مرابطون نداشت. امیر سیر منهزم گردید و بسیاری از سپاهیان وی کشته شدند.
علی بن یوسف بعد از شکست‌های پی‌درپی متوجه وخامت اوضاع و تهدید روزافزون ابن تومرت شد. در این بین ابن تومرت طی نامه‌ای از علی بن یوسف خواست تا مطیع او و موحدون شود و در غیر این صورت، آن‌ها را نابود می‌کند.
در مرحله بعدی از نبردهایی که میان موحدون و مرابطون در سال ۵۱۶ یا ۵۱۷ هجری اتفاق افتاده، نزدیک به ۹ جنگ شکل گرفته‌است. یکی از آن‌ها نبرد وی با قبیله هسکوره و دیگری نبرد وی با مرابطون در شهر تادرات بود، که وی در هر دو نبرد شکست خورد و حتی زخمی شد با این حال در مابقی پیروز و موفق بود. پس از آن، ابن تومرت اقدام به سرکوب قبایل و گروه‌هایی کرد که سر به شورش گذاشته بودند. وی توانست تک تک این قبایل را شکست دهد و وادار به قبول اطاعت خود کند. سپس، دوباره آن‌ها را عازم نبرد با مرابطون در تادرات کرد (۵۱۸ هجری) و توانست پس از غارت و کشتار زیاد شهر را فتح کند و تسلط خود را بر سراسر منطقه سوس پس از ۲ سال بگستراند.
وی در سال ۵۱۸ هجری از کوه‌های مصامده خارج شد و به تینمل رفت و در آن‌جا برای خود مسجد و دژی بنا نمود و زمین‌ها و خانه‌های آن‌جا را بین یاران خود تقسیم نمود و دور شهر دیوار و حصاری ساخت. بدین ترتیب، تینمل به عنوان اولین پایتخت رسمی موحدون انتخاب شد.
وی پس از انتخاب تینمل به عنوان پایتخت خود، آماده نبرد دیگری با مرابطون شد. وی برای مطمئن بودن از افراد خود، سعی بر کشتن خائنین و دشمنان خود کرد و پس از آن لشکری از مریدان و پیروان خود ترتیب داد. در سال ۵۲۰ هجری، علی بن یوسف لشکری را برای فتح تینمل فرستاد، ولی این لشکر به سختی از موحدون شکست خورده و پا به فرار گذاشت. بعد از این نبرد بود، که ابن تومرت درصدد انجام نبردی گسترده علیه مرابطون برآمد؛ بنابراین، لشکری به فرماندهی محمد بشیر در غرب اغمات موضع گرفتند و آماده جنگ شدند و علی بن یوسف نیز برای مقابله لشکری به فرماندهی برادرش، ابوطاهر تمیم روانه نبرد با بشیر کرد. این نبرد در نزدیکی کوه کیک رخ داد و سرانجام مرابطون شکست خوردند و مجبور به فرار شدند. لشکر بشیر به تعقیب فراریان پرداخت، اما در کنار کوه وریکه در جنوب اغمات بع لشکری به فرماندهی یطی لمتونی رسید. در برخورد با این لشکر، باز این موحدون بودند که پیروز شدند. بشیر توانست با کمک لشکریان خود تا نزدیکی دیوارهای مراکش پیش رود، اما دوباره به کوهای محل استقرار خود برگشت. در این حین، علی بن یوسف دستور داد تمامی راه‌های منتهی به دشت را ببندند تا حمله ناگهانی به مواضع آن‌ها نشود.

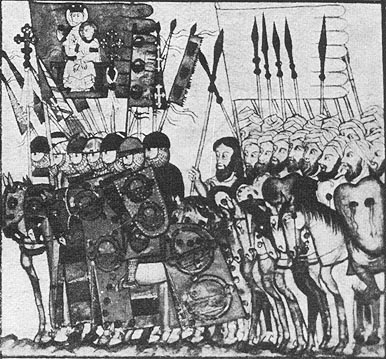
نقاشی از لشکر موحدون در جریان حمله به مراکش

سرانجام ابن تومرت پس از ۳ سال، تصمیم بر فتح مراکش و نابودی دولت مرابطون گرفت. وی که در این زمان دارای قدرت فراوانی بود، به قبایل مختلف همانند جزوله، لمطه، هنکیسه، درعه و صنهاجه نامه نوشت و آن‌ها را به قبول طاعت خود دعوت کرد. وی توانست با دعوت خود، لشکری قریب به ۴۰ هزار نفر سازماندهی کند. وی لشکر را به دست فرماندهان خود یعنی محمد بشیر و عبدالمومن بن علی سپرد و چون خود مریض بود، لشکر را همراهی نکرد. پس لشکر آماده حرکت به سمت مراکش شد. لشکر بعد از ۴ نبرد سخت، که همه را با موفقیت پشت سر گذاشته بود، به نزدیکی شهر مراکش رسید. در این بین دو لشکر در نزدیکی دروازه شهر به هم رسیدند. تعداد نفرات لشکر مرابطون نزدیک به ۱۰۰ هزار نفر بود، که تقریباً همگی مجهز بودند و فرماندهی آن‌ها بر عهده زبیر بن علی بن یوسف بود. در این زمان محمد بشیر طی نامه‌ای، علی را به قبول طاعت ابن تومرت دعوت کرد؛ اما با پاسخ منفی علی روبه‌رو شد. پس نبردی سخت درگرفت، که در آخر مرابطون هزیمت شدند و تعدادی از آن‌ها نیز کشته شدند. بشیر بعد از چیرگی بر اطراف شهر، مراکش را محاصره نمود، که این محاصره ۴۰ روز طول کشید؛ با این حال، نبردهایی بین دو طرف رخ می‌داد، مثل درگیری در باب دکاله که با شکست مرابطون همراه بود. علی بن یوسف برای شکستن محاصره به امرای لمتونه نامه نوشت و از آن‌ها طلب یاری کرد. پس لشکری عازم مراکش شد و در نزدیکی شهر نبردی بین دو طرف درگرفت که به نبرد بحیره معروف شد. در این نبرد مرابطون هم از لحاظ تعداد افراد و هم از نظر انرژی و روحیه برتری داشتند. پس در نبردی سخت موحدون بشدت شکست خوردند و قریب به ۴۰ هزار از آن‌ها من‌الجمله محمد بشیر کشته شدند و فقط ۴۰۰ سوار برجا ماندند. پس از آن مابقی نفرات به رهبری عبدالمومن به اغمات فرار کردند، اما باز در هیلانه با مرابطون درگیر شدند، که با شکست دوباره آن‌ها همراه بود. پس از این نبرد بود که مرابطون به مراکش بازگشتند و مابقی افراد موحدون نیز در سال ۵۲۴ هجری به تینمل بازگشتند.

## بیماری و درگذشت وی

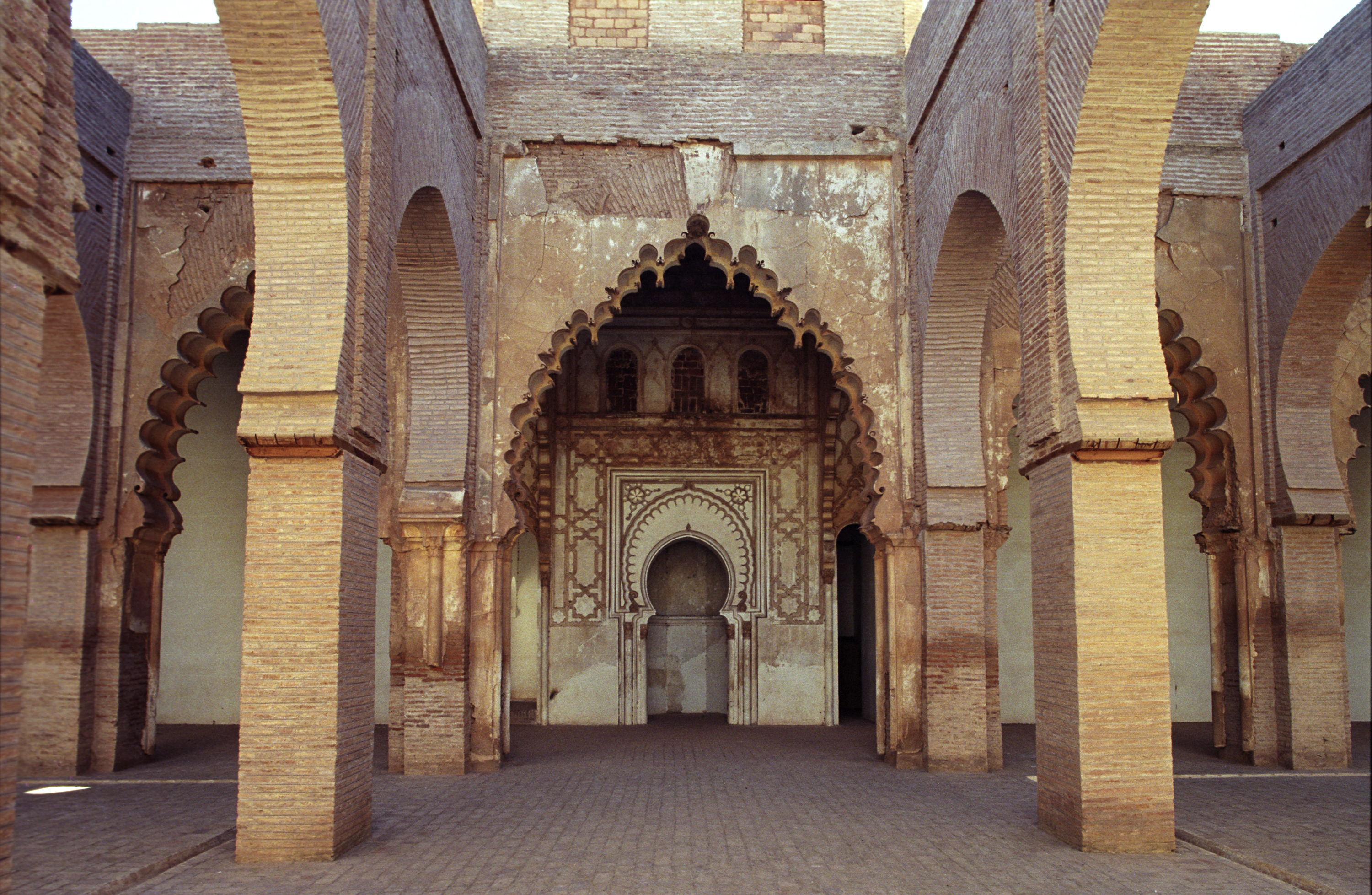
مسجد تینمل محل دفن ابن تومرت

پس از دریافت خبر شکست موحدون، بیماری ابن تومرت رو به وخامت گذاشت. چون مرگ را نزدیک دید، روزی پیروان را فراخواند و آنان را مدتی موعظه کرد.
آنگاه به خانه‌اش داخل شد و پس از ساعتی بیرون آمد. دستار از سر برگرفت و خطاب به مردم گفت: من عن‌قریب به سفری دور خواهم رفت. مردم با چشمانی اشکبار گفتند: ما نیز با تو خواهیم‌آمد، لیکن او گفت: این سفری نیست که با من بیایید. این سفر برای من تنهاست. این گفت و باز به خانه رفت و دیگر کسی او را ندید.
او سرانجام ۴ ماه پس از واقعه بحیره، در ۱۳ رمضان یا ۲۵ رمضان ۵۲۴ قمری در حدود سن ۵۰ یا ۵۱ سالگی درگذشت و رهبری موحدون را به عبدالمومن بن علی سپرد.
او در آخرین وصایایش، پس از آن‌که عبدالمومن را به عنوان امیرالمؤمنین ملقب کرد، از اصحاب خواست که تسلیم و فرمانبردار او باشند. چون عبدالمومن از قبیله‌ای دیگر بود، اصحاب از بیم افتراق کلمه و مخالفت احتمالی قبایل مصامده، تا ۳ سال وفات ابن تومرت را پنهان نگه داشتند و مردم می‌پنداشتند که وی هنوز بیمار است؛ اما سرانجام در ۵۲۷ قمری مرگ وی را اعلان کردند.

## نقش و تأثیر ابن تومرت تکوین نظام موحدون و مشروعیت رهبری خود و جانشینانش
حرکت سیاسی - مذهبی ابن‌تومرت که خود را با عنوان مهدی معرفی کرده بود، تحولی شگرف در منطقة شمال آفریقا و اندلس در ابعاد اجتماعی، فکری و سیاسی مناطق مذکور به وجود آورد. مهدویت‌گرایی به شکل تکاملی و پس از اجرای اصولی همچون امر به معروف و نهی از منکر و جهاد مطرح گردید. تکاملی و تدریجی بودن اعلام رسمی مهدویت از سوی وی، تابع شرایط تاریخی و دایره نفوذ روحی و موفقیت‌های نظامی او در رویارویی با مرابطون بود. در بعد اجتماعی، مهدویت به عنوان یکی از عناصر عقیدتی ابن‌تومرت به تقویت عصبیت یا همبستگی قبایل بی‌شمار بربر مصامده در مغرب اقصی منجر گردید. مجموعه قبایل مصامده در مغرب اقصی به دلیل کثرت و قدرت، نقش مهم و بارزی داشتند. پیش از حرکت ابن‌تومرت و در قرن ۵ هجری، این قبایل متعدد و در عین حال غیرمتحد و پراکنده به صورت نیم‌بند در تابعیت قبیله رقیب؛ یعنی صنهاجه، که نماد آن دولت مرابطون بود، قرار داشتند؛ بنابراین اتحاد قبایل مصامده حول مهدویت ابن‌تومرت از یک سو و کسب قدرت سیاسی و تابع کردن قبایل رقیب یعنی صنهاجه از سوی دیگر، مهم‌ترین تحولی بود که ابن‌تومرت در ابعاد سیاسی و اجتماعی به وجود آورد. از لحاظ فکری، ابن‌تومرت به عنوان مهدی و مصلح بزرگ هم در بعد روشی، روش‌های فقهی فقهای مغرب اقصی و هم در بعد عقیدتی بسیاری از اصول فقهی و کلامی آن‌ها که متأثر از روش‌های فقهای آن‌ها بود، رد و نقد کرد. او خود آمیزه‌ای از عقاید اشعری‌گرایانه، معتزلی و شیعی را در قالب جدیدی در سطح وسیعی از مغرب اسلامی و اندلس جایگزین نمود و این مناطق را به سوی نوعی همگرایی دینی سوق داد. شرایط نابهنجار سیاسی و اجتماعی مغرب اقصی و اندلس که برآیند ضعف صبغه دینی حکومت مرابطون بود، فضای مناسبی را برای تأثیرگذاری حرکت مهدوی‌گری ابن‌تومرت در ابعاد اجتماعی، فکری و سیاسی مهیا کرده بود.
علاوه بر استفاده ابن تومرت از عامل بالا، می‌توان به عواملی اشاره کرد که ابن تومرت توانست با کمک آن‌ها مشروعیتی کاریزماتیک به دست آورد:
- ابن تومرت با ایجاد پیوندی بین خود و ارزش‌های محوری جامعه مغرب اقصی و نشان دادن ویژگی‌هایی چون شجاعت، تقدس، مبارز و مظلومیت، در قلب بربرها نفوذ و کاریزمایی بدست آورد.
- وی با ارائه تصویری غیراسلامی از حاکمان مرابطون و ایجاد بحران در شهرهای مغرب، فضای لازم برای طرح اسطوره، ایجاد و تقویت همبستگی پیروان و رهبر را فراهم کرد.
- وی با استفاده از نمادهای زبانی زبان بربری، فصاحت در خطابه و نوشتن عقاید و قدرت بسیج‌کنندگی به تداعی و تثبیت مهدویت خود پرداخت و در نتیجه اسطوره‌سازی بر مشروعیت کاریزماتیک وی افزود.
- ابن‌تومرت از فرهنگ دینی استفاده کرد و به ارائه الگوهای حرکت چون علم‌آموزی، عارف مسلکی، جهاد و شهادت پرداخت. وی در جهت ایجاد و تقویت همبستگی کاریزمایی و حس تعلق به گروه و توجه و تمرکز افراد از منافع شخصی به منافع عمومی، تشکیلات موحدون را پدیدآورد و در حقیقت آینده جنبش را مشخص کرد.
- با نمادسازی و تبلیغات مریدان وی و نیز ارائه شبه‌معجزه توسط او، کاریزما تثبیت و تدوام پیدا کرد.

با وجود تغییر ارزش‌ها، باورها و رفتار پیروان ابن‌تومرت در اثر جذبه کاریزمایی او، پس از مرگش روال عادی شدن این نیرو آغاز شد و نه تنها و تلاش‌های جانشینان ابن‌تومرت برای حفظ مشروعیت کاریزما به ثمر نرسید، بلکه در دوره واپسین حکمرانان موحدون روند عادی شدن فره تدوام و سرانجام زوال یافت.

## ویژگی و سیره ابن تومرت
در باب ظاهر ابن تومرت، این چنین ترسیم کرده‌اند: مردی گندمگون با چشمانی فرورفته، ریشی تُنُک، بینی کشیده، ابروانی گشاده، خالی سیاه بر گونه راست و دارای سری بزرگ و شانه‌هایی فراخ. کسانی که در ترجمه احوال او چیزی نوشته‌اند، عموماً او را مردی عالم، عابد، پرهیزگار، اهل ریاضت، شجاع، عاقل، باهوش، تیزبین، ژرف اندیش، کم حرف، خوش‌رو، فصیح و سخنور وصف کرده‌اند.
از دیگر ویژگی‌های وی می‌توان موارد ذیل را برشمرد:
- بی‌پروایی، جسارت و حاضرجوابی: از صفات ابن تومرت بی‌پروایی، جسارت و حاضرجوابی او بود، که در سراسر داستان زندگی وی به نمونه‌های زیادی از آن برمی‌خوریم. از آن جمله نامه‌های تند و تهدیدآمیزی است که به سلطان وقت علی بن یوسف نوشت، یا مناظرات و معارضاتی که با سلطان در مسجد مراکش یا با فقها و بزرگان دربار او داشت.[۱۴۷]
- پشتکار شکیبایی و تحمل در تفهیم موضوعات نظری و اصول دین: دیگر خصیصه بارز ابن تومرت پشتکار، شکیبایی و تحمل او بود. چه در تفهیم موضوعات نظری و اصول دین و چه در برخورد با پیش‌آمدهای ناگوار، صبری عجیب از خود نشان می‌داد. اصرار در تبلیغ عقاید اشعری، مبارزه با اندیشه تجسیم در مغرب، مداومت در امر به معروف و نهی از منکر، هر یک نمونه بارزی از مقاومت و پشتکار اوست.[۱۴۸]
- تزویر، استبداد، بی‌رحمی و جاه طلبی بخصوص نسبت به مرابطون: در کنار این نقاط قوت و صفات مثبت، ابن تومرت را به پاره‌ای از صفات مذموم نیز متصف دانسته‌اند، که اهم آن‌ها تزویر، استبداد، بی‌رحمی و جاه طلبی است که نمونه آن کشتن اهالی تینمل تحت عنوان طرح تمییز بود.[۱۴۹]

## تالیفات
اندیشه‌های دینی و تعلیمات ابن تومرت در چند کتاب و رساله به زبان‌های عربی و بربری جمع‌آوری شده‌است. مهم‌ترین آن‌ها اعزّما یطلب و سپس موطأ مهدی است. اولی عنوان خود را از نخستین جمله این کتاب که با این عبارات آغاز می‌شود: اعز مایطلب و افضل ما یکسب… العلم الذی جعله الله سبب الهدایة الی الخیر… گرفته‌است. این کتاب در واقع محتوی تقریرات ابن تومرت در موضوع توحید و مسائل عقیدتی است، که عبدالمومن، نزدیک‌ترین شاگردان و خلیفه او، آن‌ها را از ابن تومرت شنیده و سپس خود املا کرده‌است؛ بنابراین، عنوان اعزّ ما یطلب، عنوانی نیست که ابن تومرت و حتی عبدالمومن برای این اثر برگزیده باشند، بلکه این مجموعه گفتارها بعدها بدین نام شهرت یافته‌است. فصل پایانی این کتاب به نام «جهاد» تألیف ابویعقوب یوسف بن عبدالمومن دومین خلیفه موحدی است، که به آخر مجموعه تعلیمات بنیان‌گذار سلسله موحدون افزوده‌است.
کتاب دیگر ابن تومرت موّطأ است که بر اساس طرح الموطأ مالک بن انس به زبان عربی نوشته شده‌است. این کتاب حجیم شامل ابوابی در عبادات، معاملات و حدود است و چیز تازه‌ای افزون بر آنچه در موطّأ مالک آمده، در برندارد و تنها بر قدرت فقاهت و ابعاد علمی ابن تومرت دلالت دارد.
ابن تومرت رسائلی هم به زبان بربری تألیف کرده‌است، از جمله رساله توحید و المرشده. مؤلف الحلل الموشیه به دو کتاب در باب قواعد و امامت از ابن تومرت اشاره می‌کند که تا زمان او (نیمه دوم قرن ۸ قمری) هنوز در دست مردم بوده‌است. قبایل مصامدی رساله توحید را که دربرگیرنده موضوعاتی چون شناخت خداوند، علم به حقیقت، قضا و قدر و ایمان به واجبات خداوند و متضمن اعشار، احزاب و سوره‌ها است، را همچون قرآن عزیز می‌داشتند. ابن تومرت با نشر اندیشه‌های دینی به زبان بربری نفوذ خود را بر قومش دو چندان کرد. مواعظ و خطابه‌های فصیح و جذابش به این زبان به سویدای دل‌های بربرها اثر می‌کرد، به گونه‌ای که فرمانی جز فرمان او را نمی‌شنیدند و در سختی‌ها به وی پناه می‌بردند.

## آرای ابن تومرت
کتابی که بیش از همه میراث فکری - دینی و مبادی تعلیماتی ابن تومرت را دربردارد، همان اعزّ مایطلب است. با توجه به نقاط برجسته حرکت انقلابی - دینی ابن تومرت و جهات مورد تأکید او در مواعظ و خطابه‌هایش در سفر و حضر، ظاهراً مهم‌ترین آرا و تعلیمات دینی وی که در این کتاب مندرج است. کتاب گرد چهار محور دور می‌زند:
- توحید: این اصل بنیادی - اسلامی از همان آغاز اساس دینی مسلک و مذهب ابن تومرت بود و پس از آن‌که وی به قدرت رسید، این اصل رکن عمده سلطنت دینی - سیاسی او و بالاخره شالوده دولت موحدون را تشکیل داد. آن زمان که اهل مغرب، و در رأس آنان مرابطون، در موضوع متشابهات آیات و احادیث بر مذهب ظاهر، از تأویل قرآن و علم کلام رو گردان بودند، ابن تومرت جمود آنان را بر ظاهر را سخت به باد انتقاد گرفت و از آنان خواست که طبق مذهب اشعری، تأویل را بپذیرند. او که در اغلب مسائل کلامی پیرو اشعریه بود، در موضوع نفی صفات خداوند و پاره‌ای مسائل دیگر با معتزله موافق بود و قائل شدن به زمان، مکان، شبیه، شریک، حدود و جهات برای خداوند از نظر او یعنی مخلوق پنداشتن خداوند، و عبادت چنین مخلوقی در حکم عبادت بت و مستوجب آتش است. برای آن‌که اتباع خود را از مجسمین متمایز و از این رهگذر بر اهمیت اصل توحید تأکید کند، ابن تومرت آنان را موحدون نام نهاد. سلسله‌ای هم که پس از درگذشت او به دست عبدالمومن بن علی تأسیس شد، تا پایان همین نام را برای خود حفظ کرد.[۱۵۶][۱۵۷]
- اصول شریعت: که به نظر ابن تومرت منحصر در قرآن و سنت، یعنی در امر و نهی خدا و امر و نهی و گفتار و رفتار رسول اوست.[۱۵۸] در اثبات شریعت به عقل اعتماد نمی‌کند، زیرا به نظر او در عقل فقط امکان و تجویز وجود دارد؛ این هر دو شک هستند و شک ضد یقین است و اخذ چیزی از ضدش محال است. گرچه او به اجماع و قیاس معتقد است، ولی آن را جداگانه در ردیف اصول شریعت قرار نمی‌دهد. به اصل اجتهاد حمله می‌کند[۱۵۹] و آن را قلب حقایق و گمراه‌کننده مردم، ویران‌کننده شریعت، حلال کردن حرام و حرام کردن حلال می‌داند؛ بنابراین او که به فقه شافعی گرایش داشت، وی در تفسیر شریعت فقیهی قشری و ظاهری است. مخالفت ابن تومرت با اصل اجتهاد و استنباطات اجتهادی، با توجه به اینکه او خود را امام معصوم می‌داند، قابل توجیه است؛ زیرا در آنچه معصوم بگوید، جایی برای بحث و تأمل و اجتهاد دیگران نیست.[۱۶۰][۱۶۱]
- امامت: ابن تومرت در راه بازگشت از سفر مشرق، فکر امامت و معصوم بودن را به تدریج به مستمعان و پیروان خود عرضه کرد و در هر فرصتی که دست می‌داد، ضرورت وجود امام در میان مردم و وجوب اعتقاد به او را تأکید می‌نمود. او که در اکثر مسائل، مذهب ابوالحسن اشعری[۱۶۲] را تبلیغ می‌کرد، اصل امامت و عصمت امام را از شیعیان گرفت. ابن تومرت امامت را رکنی از ارکان دین می‌دانست که جز به برکت اعتقاد بدان، اقامه حق در دنیا درست نیست. در هیچ زمانی از عهد عاد و نوح به بعد زمین خالی از امام قائمی نبوده‌است. به علاوه، امام حتماً باید در جمیع جهات معصوم و بری از باطل باشد، تا بتواند باطل را نابود کند؛ زیرا باطل نمی‌تواند باطل را از میان ببرد. او با ذکر دلایل گوناگون در مورد ضرورت معصومیت امام، چنین استدلال می‌کند که برای رفع اختلاف و ایجاد اتفاق در جامعه، باید امور را به اولی‌الامر سپرد و اولی الامر کسی جز امامی که از باطل و ظلم معصوم باشد، نیست. سپس می‌گوید: دینداری در اعتقاد به امامت و التزام بدان است. التزام به امامت یعنی اقتدا بدان و امتثال امر، اجتناب از نهی و تعهد به سنت امام است. با طرح این قبیل مطالب و انذار و اخطارهای مکرر به این‌که فقط کافر و منافق، مارق و فاجر امام را تکذیب می‌کنند، ابن تومرت اذهان بربرهای ساده و کوه‌نشینان زودباور را برای قبول امامت خود آماده ساخت؛ بنابراین وقتی خویشتن را امام معصوم اعلان کرد، مردم گروه گروه به او گرویدند.[۱۶۳][۱۶۴]
- مهدویت: ابن تومرت با تأکید مستمر بر این مطلب که وجود امام در هر عصر و زمانی لازم است، زمینه را برای اعلان مهدویت خود آماده کرد.[۱۶۵] او هم‌زمان با تبلیغ نظریه امامت، همه‌جا در خطابه‌هایش اخبار و احادیث متعددی دربارهٔ مهدی منتظر و علایم ظهور او نقل می‌کرد و با قوت و حرارت تمام از آن سخن می‌گفت. مهدی در غربت ظهور خواهد کرد، در زمانی که امور عکس، حقایق قلب و احکام دگرگون شده‌است. مهدی به فرمان خدا جهان را به سنت او بازخواهد گرداند و عالم را به سامان خواهد آورد. ابن تومرت به موازات عرضه نظریه امام معصوم و مهدی موعود، از تبلیع ضد مخالفان صاحب‌امر قائم، یعنی مرابطون، غافل نبود.[۱۶۶] او آنان را مکارانی از ابلیس بدتر می‌خواند و هر کس را که منسوب به این طاغیان بود، جزو شیطان می‌شمرد. در این جماعت نشانه‌های ظالمان و فاسدان آخر زمان را که محمد پیشگویی کرده بود، می‌دید؛ همان فاسدانی که مهدی موعود باید به یاری حامیان راستینش به نابودی آنان کمر بندد. بدین ترتیب، با معرفی خود به عنوان مهدی معصوم و تبلیغ ضد دشمنان مهدی، برای خود قداست و قدرت بلامنازع و برای مرابطون لعنت و نکبت آفرید و با شعار امر به معروف و نهی از منکر، و در زی جهاد با کفر و منکران توحید، آن قدر بر پیکر حکومت آنان ضربه وارد کرد، که طومار حیات چندین ساله ایشان را درهم پیچید.[۱۶۷][۱۶۸][۱۶۹]